# Protosticta medusa
Protosticta medusa – gatunek ważki z rodziny Platystictidae.